# Таймище (община Кичево)
 Тази статия е за селото в Северна Македония.  За селото в България вижте Таймище.  
Таймище или Таймища (на македонска литературна норма: Тајмиште; на албански: Tajmishti) е село в Северна Македония в община Кичево.

## География
Селото е разположено високо в северните поли на планината Бистра на Заяската река.

## История

### Етимология
Според академик Иван Дуриданов етимологията на името е от първоначален патроним -ишти < -itji от личното име Тайме, засвидетелствано в Кичевско.

### В Османската империя
В XIX век Таймище е българско село в Гостиварска нахия на Тетовска каза на Османската империя. Църквата „Св. св. Петър и Павел“ е от 1861 година. Според статистиката на Васил Кънчов („Македония. Етнография и статистика“) в 1900 година Таймища има 600 българи християни.
Цялото население на селото е сърбоманско под върховенството на Цариградската патриаршия. Според патриаршеския митрополит Фирмилиан в 1902 година в селото има 80 сръбски патриаршистки къщи. Според секретаря на Българската екзархия Димитър Мишев („La Macédoine et sa Population Chrétienne“) в 1905 година в Тайлища има 640 българи патриаршисти сърбомани и работи сръбско училище.

### В Сърбия, Югославия и Северна Македония
След Междусъюзническата война в 1913 година селото попада в Сърбия.
Според Афанасий Селишчев в 1929 година Таймища е самостоятелна община в Горноположкия срез и има 83 къщи с 364 жители българи.
След Втората световна война край Таймище е разработен рудник за желязна руда.
„Света Параскева“ е стара църква обновена в 1975/76 година, когато е и изписана от зографа Кузман Фръчкоски.
Според преброяването от 2002 година селото има 107 души население – всички македонци.
От 1996 до 2013 година селото е част от община Заяс.